# Slatina nad Bebravou
Slatina nad Bebravou (bis 1927 slowakisch „Slatina“ – bis zum 19. Jahrhundert „Veľká Slatina“; ungarisch Felsőszalatna – bis 1907 Nagyszlatina) ist eine Gemeinde im Westen der Slowakei mit 456 Einwohnern (Stand 31. Dezember 2024), die zum Okres Bánovce nad Bebravou, einem Teil des Trenčiansky kraj, gehört.

## Geographie
Die Gemeinde befindet sich am Rande des Gebirges Strážovské vrchy am Zusammenfluss der Bebrava mit dem Trebichavský potok. Das Ortszentrum liegt auf einer Höhe von 275 m n.m. und ist 18 Kilometer von Bánovce nad Bebravou entfernt.
Nachbargemeinden sind Slatinka nad Bebravou im Norden, Šípkov im Nordosten, Trebichava im Südosten, Timoradza im Süden, Krásna Ves im Westen und erneut Slatinka nad Bebravou im Nordwesten.

## Geschichte
Der Ort wurde zum ersten Mal 1332 als Salatna schriftlich erwähnt und gehörte damals zum Herrschaftsgut der Burg Uhrovec. 1598 gab es eine Mühle und 45 Häuser im Dorf, 1828 zählte man 49 Häuser und 580 Einwohner, die als Fischer und Landwirte beschäftigt waren.
Bis 1918 gehörte der im Komitat Trentschin liegende Ort zum Königreich Ungarn und kam danach zur Tschechoslowakei beziehungsweise heute Slowakei.

## Bevölkerung
| Jahr                | 1994 | 2004    | 2014     | 2024    |
| ------------------- | ---- | ------- | -------- | ------- |
| Anzahl der Personen | 526  | 505     | 435      | 456     |
| Unterschied         |      | −3,99 % | −13,86 % | +4,82 % |

| Jahr                | 2023 | 2024    |
| ------------------- | ---- | ------- |
| Anzahl der Personen | 452  | 456     |
| Unterschied         |      | +0,88 % |

Nach der Volkszählung 2011 wohnten in Slatina nad Bebravou 459 Einwohner, davon 448 Slowaken und ein Tscheche. 10 Einwohner machten keine Angabe zur Ethnie.
280 Einwohner bekannten sich zur römisch-katholischen Kirche, 128 Einwohner zur Evangelischen Kirche A. B., sieben Einwohner zur apostolischen Kirche und ein Einwohner zu den Mormonen. 29 Einwohner waren konfessionslos und bei 14 Einwohnern wurde die Konfession nicht ermittelt.

## Bauwerke und Denkmäler
- römisch-katholische Kirche im spätbarocken Stil aus den Jahren 1760–1770 mit späteren Umbauten

## Söhne und Töchter der Gemeinde
- Artúr Szalatnai-Slatinský (1891–1962), Architekt